# جيما
جيما (بالإنجليزية: Jimma)‏ هي مدينة، بلغ عدد سكانها 177٬900  نسمة، في 2015، تبلغ مساحتها 50٫2 كيلومتر مربع.

## المناخ
يظهر الجدول التالي التغييرات المناخية على مدار السنة لجيما:
| البيانات المناخية لـجيما | البيانات المناخية لـجيما | البيانات المناخية لـجيما | البيانات المناخية لـجيما | البيانات المناخية لـجيما | البيانات المناخية لـجيما | البيانات المناخية لـجيما | البيانات المناخية لـجيما | البيانات المناخية لـجيما | البيانات المناخية لـجيما | البيانات المناخية لـجيما | البيانات المناخية لـجيما | البيانات المناخية لـجيما | البيانات المناخية لـجيما |
| الشهر | يناير                    | فبراير                   | مارس                     | أبريل                    | مايو                     | يونيو                    | يوليو                    | أغسطس                    | سبتمبر                   | أكتوبر                   | نوفمبر                   | ديسمبر                   | المعدل السنوي            |
| --- | ------------------------ | ------------------------ | ------------------------ | ------------------------ | ------------------------ | ------------------------ | ------------------------ | ------------------------ | ------------------------ | ------------------------ | ------------------------ | ------------------------ | ------------------------ |
| الدرجة القصوى °م (°ف) | 35.0 (95.0)              | 35.7 (96.3)              | 37.7 (99.9)              | 38.0 (100.4)             | 34.7 (94.5)              | 31.1 (88.0)              | 29.0 (84.2)              | 28.9 (84.0)              | 31.6 (88.9)              | 30.0 (86.0)              | 31.0 (87.8)              | 31.6 (88.9)              | 38.0 (100.4)             |
| متوسط درجة الحرارة الكبرى °م (°ف) | 27 (81)                  | 28 (82)                  | 28 (82)                  | 27 (81)                  | 27 (81)                  | 25 (77)                  | 24 (75)                  | 24 (75)                  | 25 (77)                  | 26 (79)                  | 27 (81)                  | 27 (81)                  | 26 (79)                  |
| المتوسط اليومي °م (°ف) | 19.0 (66.2)              | 19.9 (67.8)              | 21.1 (70.0)              | 21.2 (70.2)              | 20.9 (69.6)              | 20.1 (68.2)              | 19.2 (66.6)              | 19.4 (66.9)              | 19.9 (67.8)              | 19.6 (67.3)              | 18.3 (64.9)              | 18.0 (64.4)              | 19.7 (67.5)              |
| متوسط درجة الحرارة الصغرى °م (°ف) | 12 (54)                  | 13 (55)                  | 13 (55)                  | 13 (55)                  | 13 (55)                  | 13 (55)                  | 13 (55)                  | 13 (55)                  | 13 (55)                  | 12 (54)                  | 12 (54)                  | 12 (54)                  | 13 (55)                  |
| أدنى درجة حرارة °م (°ف) | −2.3 (27.9)              | 0.0 (32.0)               | 0.0 (32.0)               | 1.5 (34.7)               | 4.4 (39.9)               | 4.3 (39.7)               | 8.4 (47.1)               | 7.9 (46.2)               | 6.0 (42.8)               | 2.7 (36.9)               | 0.0 (32.0)               | −2.8 (27.0)              | −2.8 (27.0)              |
| معدل هطول الأمطار مم (إنش) | 37 (1.5)                 | 39 (1.5)                 | 105 (4.1)                | 151 (5.9)                | 206 (8.1)                | 239 (9.4)                | 269 (10.6)               | 273 (10.7)               | 220 (8.7)                | 139 (5.5)                | 50 (2.0)                 | 38 (1.5)                 | 1٬766 (69.5)             |
| متوسط الأيام الممطرة (≥ 0.1 mm) | 7                        | 9                        | 14                       | 16                       | 19                       | 22                       | 24                       | 25                       | 21                       | 12                       | 7                        | 5                        | 181                      |
| متوسط الرطوبة النسبية (%) | 59                       | 62                       | 63                       | 66                       | 72                       | 76                       | 80                       | 80                       | 77                       | 73                       | 68                       | 64                       | 70                       |
| ساعات سطوع الشمس الشهرية | 238.7                    | 194.9                    | 220.1                    | 192.0                    | 207.7                    | 153.0                    | 120.9                    | 148.8                    | 174.0                    | 213.9                    | 237.0                    | 251.1                    | 2٬352٫1                  |
| ساعات سطوع الشمس اليومية | 7.7                      | 6.9                      | 7.1                      | 6.4                      | 6.7                      | 5.1                      | 3.9                      | 4.8                      | 5.8                      | 6.9                      | 7.9                      | 8.1                      | 6.4                      |
| المصدر #1: المنظمة العالمية للأرصاد الجوية (average high and low, and rainfall)                                                                |                          |                          |                          |                          |                          |                          |                          |                          |                          |                          |                          |                          |                          |
| المصدر #2: الأرصاد الجوية الألمانية (mean temperatures 1991–2005, humidity 1959–1982, and sun 1991–2005), Meteo Climat (record highs and lows) |                          |                          |                          |                          |                          |                          |                          |                          |                          |                          |                          |                          |                          |